# Denise Guénard
Denise Rose Raymonde Guénard, geborene Laborie, (* 13. Januar 1934 in Saint-Maurice, Département Val-de-Marne; † 23. Mai 2017 in Le Kremlin-Bicêtre) war eine französische Leichtathletin.

## Leben
Denise Guénard zeichnete sich durch ihre sportliche Vielseitigkeit aus. Zwischen 1953 und 1968 wurde sie 20 Mal französische Meisterin in insgesamt fünf verschiedenen Disziplinen. 47 Mal wurde sie in die französische Nationalmannschaft berufen. Sie startete als Hürdenläuferin, Sprinterin, Hoch- und Weitspringerin, Diskuswerferin und Mehrkämpferin und wurde zudem auch in den Sprintstaffeln eingesetzt.
Guénards größter Erfolg ist die Silbermedaille im Fünfkampf bei den Leichtathletik-Europameisterschaften 1962 in Belgrad. Mit 4735 Punkten gewann sie Silber hinter der sowjetischen Siegerin Galina Bystrowa und vor der Deutschen Helga Hoffmann. Hinzu kommen zwei weitere Finalteilnahmen. 1954 in Bern wurde sie Vierte im 80-Meter-Hürdenlauf, 1966 in Budapest noch einmal Achte im Fünfkampf.
Ihre 20 nationalen Titel teilen sich wie folgt auf: Neun Meistertitel im Fünfkampf (1953, 1954, 1961, 1963, 1964, 1965, 1966, 1967 und 1968), sechs Titel im 80-Meter-Hürdenlauf (1954, 1955, 1960, 1961, 1962 und 1965), zwei Titel im Hochsprung (1953 und 1964), zwei Titel im Weitsprung (1965 und 1966) und ein Titel im Diskuswurf (1959).
Bei drei Olympischen Spielen ging Denise Guénard an den Start. Bei den Spielen von Helsinki 1952 scheiterte sie im 100-Meter-Lauf in der Vorrunde. Auch in der Sprintstaffel scheiterte sie im Vorlauf. 1960 in Rom schaffte sie im 80-Meter-Hürdenlauf den Einzug ins Halbfinale. Erfolgreicher war sie 1964 in Tokio. Hier erreichte sie mit der Sprintstaffel das Finale, in dem sie Platz 8 belegte. Im Fünfkampf belegte sie in der Endabrechnung Rang 12.